# كوروار
کوروار (بالإنجليزية: Korware)‏ اسم التماثيل الصغيرة للأجداد في الجزر الميلانيزية. إنها صور حجرية وخشبية صنعت بعد موت الشخص لتكون مسكنا لروحه. ويكون الرأس كبيرا مجوفا والجسد يكون في وضع القرفصاء.